# Tanami Road
Tanami Road - droga stanowa nr 5, o długości 1014 km w Australii, na obszarze Terytorium Północnego i w stanie Australia Zachodnia. Łączy miasto Alice Springs od drogi Stuart Highway, z miejscowością Halls Creek, przy drodze Great Northern Highway.